# Non timor, sed admiratio et gratitudo deos fecit
 Non timor, sed admiratio et gratitudo deos fecit лат. (изговор: нон тимор, сед адмирацио ет гратитудо деос фацит). Не страх, него дивљење и захвалност створили су  богове. (Цицерон)

## Поријекло изреке
Изреку изрекао римски државник и бесједник Цицерон (први вијек п. н. е.).

## Тумачење
Цицерон сматра да Богове није створио страх, већ дивљење и захвалност.

## Другачија мисао
Primus in orbe deos fecit timor, страх је тај који је први створио Богове.(Стације)